# Джилл Смоллер
Джилл Смоллер (англ. Jill Smoller; нар. 4 вересня 1964) — колишня американська тенісистка.
Найвищим досягненням на турнірах Великого шолома було 2 коло в парному розряді.

## Фінали ITF
| Легенда         |
| --------------- |
| турніри $10,000 |

### Парний розряд: 4 (3–1)
| Результат | Ранг | Дата             | Турнір                 | Покриття | Партнерка       | Суперниці                    | Рахунок       |
| --------- | ---- | ---------------- | ---------------------- | -------- | --------------- | ---------------------------- | ------------- |
| Перемога  | 1.   | 16 березня 1987  | Тусон (Аризона), США   | Тверде   | Дженніфер Ф'юкс | Ліндсі Бартлетт Лінлі Теннер | 6–0, 6–4      |
| Перемога  | 2.   | 12 жовтня 1987   | Куросіо (Коті), Японія | Тверде   | Лі-Енн Елдредж  | Стефані Севайдс Елісон Скотт | 6–3, 7–6      |
| Поразка   | 1.   | 1 листопада 1987 | Мацуяма, Японія        | Тверде   | Дженніфер Ф'юкс | Басукі Яюк Сузанна Вібово    | 4–6, 6–3, 1–6 |
| Перемога  | 3.   | 1 лютого 1988    | Єнчепінг, Швеція       | Килим    | Дженніфер Ф'юкс | Юнна Юнеруп Марія Страндлунд | 6–2, 6–4      |